# Ladislav Klein
Ladislav Klein (* 26. listopadu 1944) je český kytarista, klávesista, flétnista, aranžér a skladatel, bývalý člen skupin Crossfire, Juventus, Olympic, Atlantis a George and Beatovens.

## Život
Ladislav Klein vystudoval střední školu a po maturitě pokračoval ve studiu na stavební fakultě. Studium nejprve přerušil a nakonec z fakulty odešel. Dal přednost profesionální hudební dráze. Po ukončení hudební kariéry se stal zaměstnancem Českého tenisového svazu. Předsedou Pražského tenisového svazu byl v letech 1990 až 2014. Spolu s herečkou Andreou Čunderlíkovou mají dceru Sandru Kleinovou, která bývala českou tenisovou reprezentantkou.

## Hudební kariéra
Začínal ve skupině Crossfire, kde tehdy působili také Petr Spálený, Zdeněk Rytíř a Pavel Petráš. Určitou dobu hrál ve skupině Juventus. Roku 1965 se stal kytaristou ve skupině Olympic, kde nahradil Jiřího Laurenta. Členem skupiny byl bezmála osm let. Po odchodu z Olympicu (1972) působil rok a půl ve skupině Atlantis sourozenců Ulrychových, kde s ním hráli též Jan Hauser, Rudolf Hájek a Jaromír Helešic. Necelý rok působil v doprovodné kapele Evy Pilarové. Potom se stal členem skupiny George and Beatovens, kde v té době zpíval Petr Novák. V této skupině Ladislav Klein působil jako kapelník, aranžér a hráč na klávesové nástroje a flétnu. Zůstal členem skupiny celkem 17 let.
Ladislav Klein se prosadil také jako skladatel. Jednou z jeho nejznámějších skladeb je Vzpomínka plíživá. Od roku 1992 omezil hudební činnost pouze na vystupování na výročních koncertech skupiny Olympic a začal se více věnovat tenisu.